# یواس‌اس تیکوندروگا (۱۸۱۴)
یواس‌اس تیکوندروگا (۱۸۱۴) (به انگلیسی: USS Ticonderoga (1814)) یک کشتی بود که طول آن ۱۲۰ فوت (۳۷ متر) بود.